# Nilka
Nilka (tiếng Trung: 尼勒克县; bính âm: Nílèkè Xiàn, Hán Việt: Ni Lặc Khắc huyện}; Uyghur:  نىلقا ناھىيسى ‎, UPNY:  Nilk̡a Nah̡iyisi ?) là một huyện của Châu tự trị dân tộc Kazakh - Ili (Y Lê), khu tự trị Tân Cương, Trung Quốc.

### Trấn
- Nilka (尼勒克镇)

### Hương
| - Tô Bố Đài (苏布台乡) - Khách Lạp Tô (喀拉苏乡) - Gia Cáp Ô Lạp Tư Đài (加哈乌拉斯台乡) - Ni Lặc Khắc Ô Tán (尼勒克乌赞乡) - Ô Lạp Tư Đài (乌拉斯台乡) | - Khắc Linh (克令乡) - Khách Lạp Thác Biệt (喀拉托别乡) - Hồ Cát Nhĩ Đài (胡吉尔台乡0 - Mộc tư (木斯乡) |

### Hương dân tộc
- Hương dân tộc Mông Cổ - Khoa Khắc Hạo Đặc Hạo Nhĩ (科克浩特浩尔蒙古族乡)